# Anna Walewska
Anna Walewska, znana również jako Anna Wallek-Walewska (ur. 22 stycznia 1892 we Lwowie, zm. 20 listopada 1977 w Krakowie) – polska rzeźbiarka, aktorka teatralna oraz śpiewaczka operowa i operetkowa. Znana głównie z ról dziecięcych, zwłaszcza chłopięcych oraz męskich.
Absolwentka Wydziału Rzeźby Akademii Sztuk Pięknych im. Jana Matejki w Krakowie. Odtwórczyni ról w spektaklach wystawianych przez: Teatr im. Juliusza Słowackiego w Krakowie, Teatr Nowości, Teatr Powszechny, Teatr Stary im. Heleny Modrzejewskiej w Krakowie oraz Teatr „Bagatela” i Operę Krakowskiego Towarzystwa Operowego. W czasie okupacji niemieckiej otrzymała pracę kelnerki w kawiarni Plastyków w Krakowie. W 1968 przeszła na emeryturę.
Zmarła 20 listopada 1977 w Krakowie.

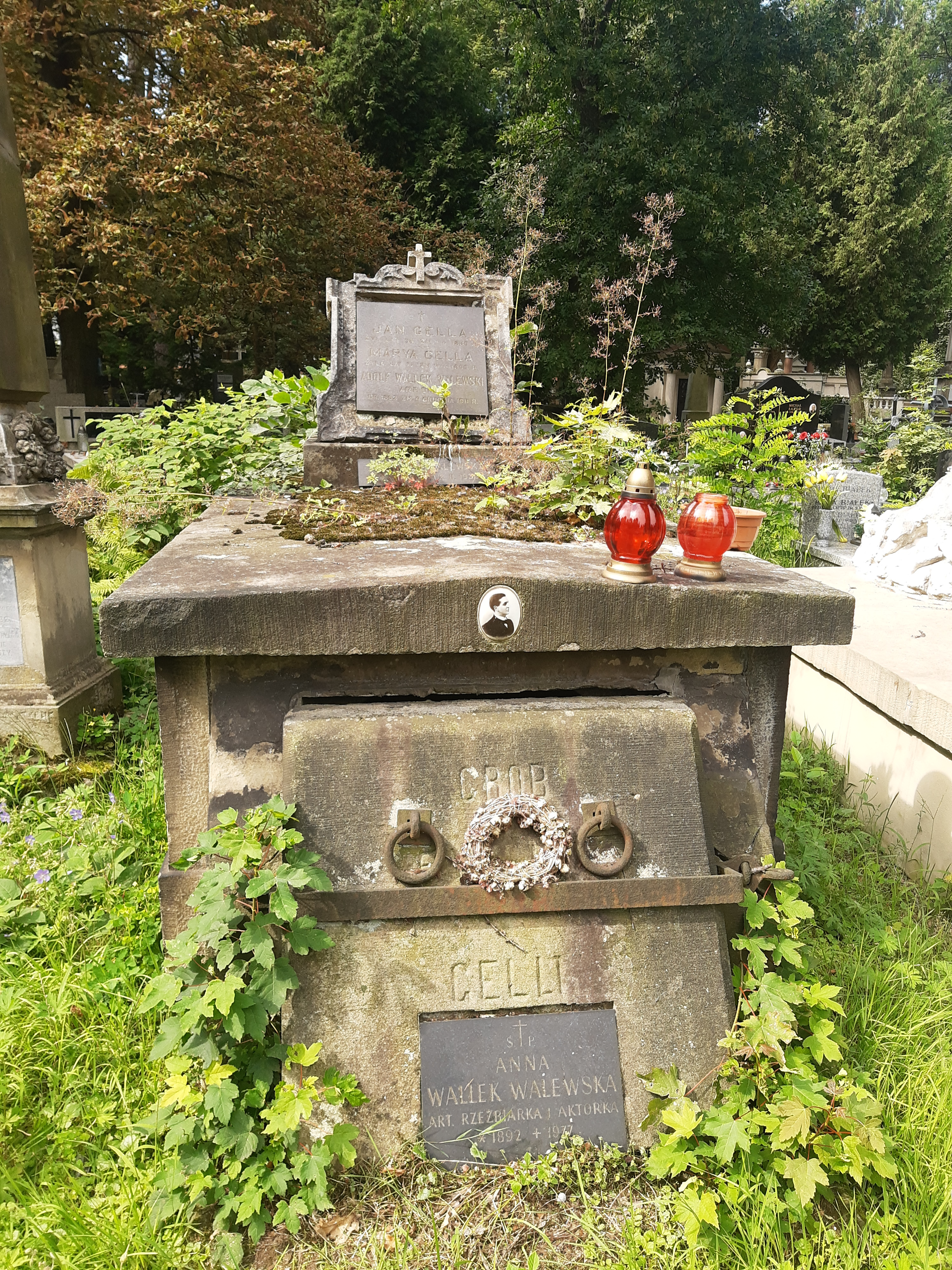
Grób Anny Walewskiej na cmentarzu Rakowickim (kwatera S, rząd zach.)